# Fossato Serralta
Fossato Serralta ist eine Gemeinde mit 548 Einwohnern (Stand 31. Dezember 2023) in der italienischen Provinz Catanzaro, Region Kalabrien.
Das Gebiet der Gemeinde liegt auf einer Höhe von 722 m über dem Meeresspiegel und umfasst eine Fläche von 55 km². Die Nachbargemeinden sind Albi, Cicala, Gimigliano, Pentone, Sorbo San Basile und Taverna. Fossato Serralta liegt 17 km nördlich von Catanzaro.